# Musca curviforceps
Musca curviforceps är en tvåvingeart som beskrevs av Sacca och Rivosecchi 1956. Musca curviforceps ingår i släktet Musca och familjen husflugor. Inga underarter finns listade i Catalogue of Life.